# Esquizofrènia
L'esquizofrènia és un trastorn mental caracteritzat per episodis recurrents de psicosi que es correlacionen amb una percepció errònia general de la realitat. Altres signes comuns inclouen al·lucinacions (normalment sentir veus), deliris (és a dir, paranoia), pensament desorganitzat, aïllament social i resposta emocional reduïda. Els símptomes es desenvolupen gradualment i solen començar durant l'edat adulta jove i mai es resolen del tot. No hi ha cap prova diagnòstica objectiva; el diagnòstic es basa en el comportament observat i amb un historial psiquiàtric que inclou les experiències referides per la persona i els informes d'altres persones familiaritzades amb ella. Per a un diagnòstic d'esquizofrènia, els símptomes descrits han d'haver estat presents durant almenys sis mesos (segons el DSM-5) o un mes (segons la CIM-11). Moltes persones amb esquizofrènia tenen altres trastorns mentals, especialment trastorn per consum de substàncies, trastorns depressius, trastorn d'ansietat i trastorn obsessivocompulsiu.
Al voltant del 0,3% al 0,7% de les persones reben un diagnòstic d'esquizofrènia durant la seva vida. El 2017, es calcula que hi va haver 1,1 milions de casos nous i el 2022 un total de 24 milions de casos a tot el món. Els homes es veuen afectats més sovint i, de mitjana, tenen un inici més primerenc que les dones. Les causes de l'esquizofrènia poden incloure factors genètics i ambientals. Els factors genètics inclouen variants genètiques comunes i rares. Els possibles factors ambientals inclouen viure en una ciutat, adversitat infantil, cànnabis durant l'adolescència, infeccions, l'edat de la mare o del pare d'una persona i una nutrició deficient durant l'embaràs.
Aproximadament la meitat dels diagnosticats d'esquizofrènia tindran una millora significativa a llarg termini sense més recaigudes, i una petita proporció d'aquests es recuperaran completament. L'altra meitat tindrà una discapacitat per a tota la vida. En casos greus, les persones poden ser ingressades a hospitals. Problemes socials com ara atur de llarga durada, pobresa, el sensellarisme, l'explotació i la victimització es correlacionen habitualment amb l'esquizofrènia. En comparació amb la població general, les persones amb esquizofrènia tenen una taxa de suïcidi més alta (al voltant del 5% en general) i més problemes de salut física, que provoquen una disminució mitjana de l'esperança de vida entre 20 i 28 anys. El 2015, es calcula que 17.000 morts estaven relacionades amb l'esquizofrènia.
El pilar del tractament és la medicació antipsicòtica, juntament amb assessorament, formació laboral i rehabilitació social. Fins a un terç de les persones no responen als antipsicòtics inicials, en aquest cas la clozapina va obtenir l'aprovació de l'FDA dels EUA per als casos resistents al tractament. En una metaanàlisi comparativa de la xarxa de 15 fàrmacs antipsicòtics, la clozapina va ser significativament més efectiva que la resta de fàrmacs, tot i que l'acció molt multimodal de la clozapina pot causar efectes secundaris més significatius. En situacions en què els metges consideren que hi ha un risc de dany a un mateix o als altres es pot imposar una hospitalització involuntària breu. L'hospitalització a llarg termini s'utilitza en un nombre reduït de persones amb esquizofrènia severa. En alguns països on hi ha uns serveis de suport limitats o no disponibles, les estades hospitalàries de llarga durada són més freqüents.

## Introducció
L'esquizofrènia es classifica entre les denominades «psicosis endògenes», caracteritzades per una pèrdua del judici de la realitat, detenció o interrupció biogràfica, absència de consciència de malaltia, símptomes egosintònics, angoixa primària i presència de fenòmens psíquics impropis (deliris, al·lucinacions). Amb el terme "endògena" es vol posar de manifest el fet fonamental que els processos psicopatològics essencials es desenvolupen a l'interior de l'ésser psíquic individual.
L'esquizofrènia es caracteritza comunament pels anomenats "símptomes positius" (exacerbacions del comportament normal) i per "símptomes negatius" (falta o disminució del comportament normal). Els símptomes positius s'agrupen sota el terme psicosi i típicament inclouen deliris, al·lucinacions i trastorn del pensament. Els símptomes negatius poden incloure dificultat en la parla, emocions impròpies (incoherència afectiva) o pèrdua d'aquestes i falta de motivació. A més, poden aparèixer problemes de disminució neurocognitiva. Aquestes prenen la forma de reducció o deteriorament de funcions psicològiques bàsiques tals com la memòria, l'atenció, la resolució de problemes i la cognició social. L'aparició de la malaltia habitualment té lloc al final de l'adolescència o al principi de l'edat adulta, i els homes són propensos a mostrar-ne símptomes abans que les dones.
El psiquiatre Emil Kraepelin fou el primer a agrupar el que anomenava "dementia praecox" i altres formes de malaltia mental. Aquesta classificació fou reanomenada més tard "esquizofrènia" pel psiquiatre Eugene Bleuler, quan es va veure que el nom atorgat per Kraepelin no era el més adequat per a descriure l'estat.
L'enfocament del diagnòstic de l'esquizofrènia ha tingut oposició, sobretot per part de moviments antipsiquiatria, que argumenten que classificar determinats pensaments i comportaments com a malaltia permeten el control social d'individus que la societat troba indesitjables però que no han comès cap crim. Aquest argument —diuen— és una manera injusta de classificar un problema social com a problema mèdic per a permetre la retenció forçada i el tractament de gent que mostra aquest comportament, que és una cosa que es pot fer sota el vistiplau de la legislació per a la salut mental en la majoria dels països occidentals. Més recentment, ha estat argumentat que l'esquizofrènia és només un dels extrems d'un espectre d'experiències i comportaments, i totes les persones podrien tenir experiències així en la seva vida. Això és conegut com el "model de psicosi continu" o l'"enfocament dimensional" i és argumentat principalment pel psicòleg Richard Bentall i el psiquiatre Jim van Os.
Encara que no s'han identificat les causes definides de l'esquizofrènia, la majoria dels investigadors i clínics de l'actualitat creuen que aquesta malaltia és sobretot un trastorn del cervell. Es creu que l'esquizofrènia pot ser el resultat d'una barreja de predisposició genètica i l'estrès ambiental (la investigació suggereix que successos estressants poden actuar com a factor precipitant d'un episodi esquizofrènic).
També es creu que els processos en el neurodesenvolupament inicial són importants, en particular aquells que succeeixen durant l'embaràs. A la vida adulta s'ha donat una particular importància al trastorn de les vies mesolímbiques que alliberen la dopamina. Aquesta teoria, coneguda com la "hipòtesi dopaminèrgica de l'esquizofrènia", procedeix principalment del descobriment accidental del fet que un grup de drogues que bloquegen el funcionament de la dopamina, conegudes com a fenotiazines, redueixen els símptomes psicòtics. Aquestes drogues han estat objecte d'un gran desenvolupament al voltant de la medicació antipsicòtica que, actualment, és utilitzada com a tractament de primera línia. Malgrat tot, aquesta teoria és massa simplista per a constituir una explicació completa.

## Història
Les primeres dades que poden estar relacionades amb els símptomes de l'esquizofrènia daten del 2000 aC en el "Llibre dels cors", part de l'antic "Papir Ebers" de l'antic Egipte.  Malgrat tot, un estudi recent de la literatura antiga de Grècia i Roma mostrà que, mentre la població general probablement tenia coneixement dels trastorns psicòtics, no hi havia cap condició equivalent al modern criteri de diagnòstic d'esquizofrènia en aquelles societats.
Aquest concepte no específic de bogeria ha estat a l'aire durant centenars d'anys, i l'esquizofrènia fou només classificada com a malaltia mental distinta per Kraepelin el 1887.  Ell va ser el primer a fer distinció de trastorns psicòtics entre el que ell anomenava "dementia praecox" (un terme utilitzat per primera vegada pel psiquiatre Benedict A. Morel) i la depressió maníaca. Kraepelin creia que la "dementia praecox" era primàriament un trastorn del cervell i específicament una forma de demència. El va anomenar "dementia praecox" (demència precoç) per a diferenciar-lo d'altres formes de demència (com la malaltia d'Alzheimer) que tenen lloc més tard en la vida de les persones. Va utilitzar aquest terme perquè els seus estudis es van enfocar en adults joves amb demència. 
El terme esquizofrènia fou introduït per Eugene Bleuler per referir-se a la falta d'interacció entre els processos cognitius i les percepcions. Va ser ell mateix, també, el primer a descriure’n els símptomes positius i negatius.  Bleuler va canviar el nom perquè era obvi que el nom de "demència precoç" era enganyós. La paraula "precoç" implicava precocitat en l'aparició dels símptomes, alguna cosa així com una demència prematura en contraposició amb la demència senil de la vellesa. Bleuler va adonar-se que la malaltia no era una demència (no sempre portava a un deteriorament mental) i de vegades podia manifestar-se tard a la vida. 
Amb el nom "esquizofrènia", Bleuler pretenia expressar la separació de funcions existent entre personalitat, pensament, memòria i percepció; no obstant això, és comú confondre el significat creient que les persones afectades tenen una "doble personalitat".  L'esquizofrènia no és comuna (es creu que la seva prevalença és d'un 1%), encara que incorrectament es pot confondre amb un trastorn de la personalitat múltiple (avui dia anomenat "trastorn d'identitat dissociativa"). L'esquizofrènia no implica que la persona experimenti canvis entre diverses personalitats (encara que pugui sentir veus i relati que té diferents persones que li parlen). Potser la confusió entre aquests dos trastorns prové, en part, del significat del terme de Bleuler (esquizofrènia vol dir literalment "ment partida o dividida"). El primer cas conegut d'un mal ús de la paraula per a referir-se a "doble personalitat" fou en un article publicat el 1933 pel poeta T.S. Eliot. 
En la primera meitat del segle xx, l'esquizofrènia era considerada per la majoria com a "defecte hereditari", i els esquizofrènics van ser l'objectiu dels programes eugènics de molts països. Desenes de milers van ser esterilitzats forçosament, la majoria a Alemanya, als Estats Units i en diversos països escandinaus. 

## Investigació
Al Consell Superior d'Investigacions Científiques (CSIC) s'investiguen els efectes de l'esquizofrènia aplicant una droga que produeix efectes semblants, la pols d'àngel, a animals. L'experimentació els ha permès descobrir com s'originen les al·lucinacions i les alteracions cognitives, molt similars a les que produeix aquesta droga. Així, han esbrinat que la pols d'àngel anul·la les ones de baixa freqüència que sincronitzen l'activitat dels circuits neuronals, la qual cosa provoca una desorganització de l'activitat cerebral. D'altra banda, han vist com la droga provocava als animals importants alteracions a l'escorça prefrontal, una part del cervell molt implicada en els processos cognitius, de percepció i de planificació del comportament.
Es pot determinar si un pacient té esquizofrènia mitjançant espectroscòpia d'infrarojos proper.
Una altra forma és amb l'escala de sindrome positiu i negatiu (PANSS) desenvolupada per Kay i Cols la qual esta basada en el Brief Psychiatric Rating Escale, aquesta escala es un test tipus entrevista semiestructurada i complementada amb l'avaluació de símptomes negatius i es considerada una prova molt útil per valorar la severitat de símptomes tant així com la monitorització de resposta en el tractament. En alguns casos s'utilitza com a indicador prònostic on predominen el símptomes negatius la qual cosa dona indicis d'una pitjor evolució.
Enllaçant amb el parraf anterior podem afirmar que el Brief Psychiatric Rating Escale es una escala breu de qualificació, a banda de ser una de les mes antigues i mes àmpliament utilitzades de forma recurrent per comptabilitzar sintomatología psiquiatrica. Un metge o investigador pot aplicar aquesta escala per fer una mesura objectiva de símptomes psiquiatrics com per exemple la depressió, ansietat, alucinacions i comportaments estranys o inusuals.
Altres formes de diagnosticar si un pacient té aquesta patologia són per exemple el test de SANS (Scale for the Assessment of Negative Symptoms) i SAPS (The Scales for the Assessment of Positive Symptoms) o amb l'escala de depressió Calgary.
En el cas del test SANS aquest mesura els símptomes negatius en una escala de 6 punts la qual conté 25 items, per una altra banda el test SAPS mesura símptomes positius en una escala de 6 punts amb 34 items.
Com s'ha fet referència anteriorment cal esmentar com a mètode interessant de diagnosticar aquest desordre mental l'escala de depressió Calgary, la qual aprofundeix en la símptomatologia depressiva del pacient.